# Pierre du Champ des Outres
La pierre du Champ des Outres est un menhir situé à Joué-du-Bois, dans le département français de l'Orne.

## Historique
L'édifice fait l’objet d’un classement au titre des monuments historiques par la liste de 1889.

## Description
Le menhir est un bloc de grès rouge de 2,80 m de hauteur.